# Тегнер (тауншип, Миннесота)
Тегнер (англ. Tegner) — тауншип в округе Китсон, Миннесота, США. На 2000 год его население составило 67 человек.

## География
По данным Бюро переписи населения США площадь тауншипа составляет 92,5 км², из которых 92,4 км² занимает суша, а 0,1 км² — вода (0,06 %).

## Демография
По данным переписи населения 2000 года здесь находились 67 человек, 23 домохозяйства и 18 семей. Плотность населения —  0,7 чел./км². На территории тауншипа расположено 27 построек со средней плотностью 0,3 построек на один квадратный километр. Расовый состав населения: 100,00 % белых.
Из 23 домохозяйств в 43,5 % воспитывались дети до 18 лет, в 73,9 % проживали супружеские пары, в 4,3 % проживали незамужние женщины и в 21,7 % домохозяйств проживали несемейные люди. 21,7 % домохозяйств состояли из одного человека, при том 13,0 % из — одиноких пожилых людей старше 65 лет. Средний размер домохозяйства — 2,91, а семьи — 3,44 человека.
32,8 % населения — младше 18 лет, 6,0 % — в возрасте от 18 до 24 лет, 19,4 % — от 25 до 44, 29,9 % — от 45 до 64, и 11,9 % — старше 65 лет. Средний возраст — 42 года. На каждые 100 женщин приходилось 86,1 мужчин. На каждые 100 женщин старше 18 приходилось 104,5 мужчин.
Средний годовой доход домохозяйства составлял 31 250 долларов, а средний годовой доход семьи —  35 625 долларов. Средний доход мужчин —  23 750  долларов, в то время как у женщин — 21 250. Доход на душу населения составил 14 021 доллар. За чертой бедности находились 8,3 % семей и 19,4 % всего населения тауншипа, из которых 18,8 % младше 18 лет.